# Beire-le-Fort
Beire-le-Fort é uma comuna francesa na região administrativa da Borgonha-Franco-Condado, no departamento de Côte-d'Or. Estende-se por uma área de 5,29 km². Em 2010 a comuna tinha 354 habitantes (densidade: 66,9 hab./km²).